# 安芸川
安芸川（あきがわ）は、高知県を流れる河川の1つ。二級水系。本川流路延長は27.8km、流域面積は143.49km2である。

## 地理
高知県安芸市の五位ヶ森山付近に源を発して南流し、畑山地区を形成する小平地に至り、再び山間を流下して尾川川を合流した後、安芸平野を通って土佐湾に注ぐ。
安芸川の東を流れている伊尾木川とは、河口が500mほどの近距離であることから、兄弟河川や夫婦川と呼ばれている。